# Liste von Hochschulen in Benin
Die Liste von Hochschulen in Benin listet höhere Bildungseinrichtungen des westafrikanischen Landes Benin auf. Enthalten sind neben dem Namen und dem (soweit vorhanden) Kürzel auch Angaben zum Gründungsjahr, dem Sitz und dem Département sowie dem Träger. Die anfängliche Sortierung erfolgt nach dem Gründungsjahr.
| Einrichtung                                                                  | Kürzel | Gegründet | Stadt         | Département | Träger     |
| ---------------------------------------------------------------------------- | ------ | --------- | ------------- | ----------- | ---------- |
| Université d’Abomey-Calavi                                                   | UAC    | 1970      | Abomey-Calavi | Atlantique  | öffentlich |
| Université africaine de technologie et de management                         | UATM   | 1992      | Cotonou       | Littoral    | privat     |
| Université des sciences et technologies du Bénin                             | USTB   | 1996      | Cotonou       | Littoral    | privat     |
| École du patrimoine africain                                                 |        | 1998      | Porto-Novo    | Ouémé       | privat     |
| Institut Supérieur de Formation Professionnelle                              | ISFOP  | 1997      | Cotonou       | Littoral    | privat     |
| Haute école de commerce et de management                                     | HECM   | 1999      | Cotonou       | Littoral    | privat     |
| Haute école de commerce et de management                                     | HECM   | 1999      | Cotonou       | Littoral    | privat     |
| Université de Parakou                                                        | UP     | 2001      | Parakou       | Borgou      | öffentlich |
| Les Cours Sonou                                                              |        | 2007      | Cotonou       | Littoral    | privat     |
| Université Nationale d’Agriculture                                           | UNA    | 2016      | Sakété        | Plateau     | öffentlich |
| Université Nationale des Sciences, Technologies, Ingénierie et Mathématiques | UNSTIM | 2016      | Abomey        | Zou         | öffentlich |